# James Puckle

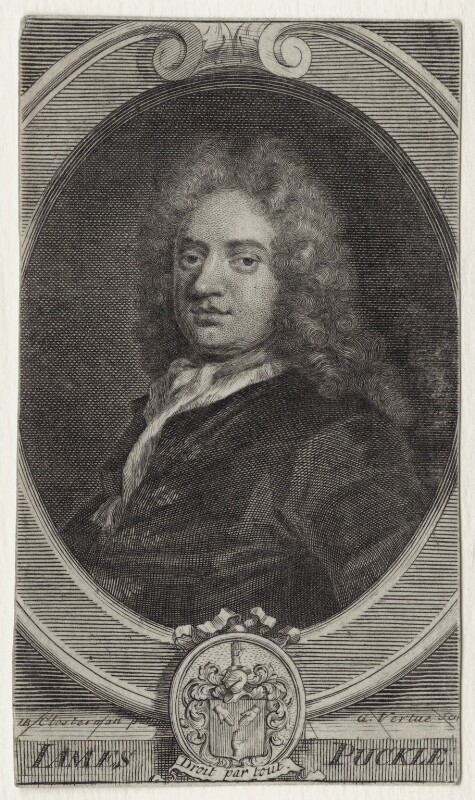
James Puckle, 1713

James Puckle (Norwich, ca. 1667 – Londen, 1724) was een Engels uitvinder, advocaat en schrijver.

## Biografie
Puckle wordt vooral herinnerd als uitvinder van de Defense Gun, een revolver met vuursteenslot en ongeveer een meter lange loop die als een van de eerste machinegeweren wordt beschouwd, vooral bedoeld voor gebruik op schepen. Gemonteerd op een statief kon hij tot negen schoten per minuut lossen. Het mechanisme van dit 'machinegeweer' was een heel ander dan dat wat in hedendaagse machinegeweren wordt toegepast.

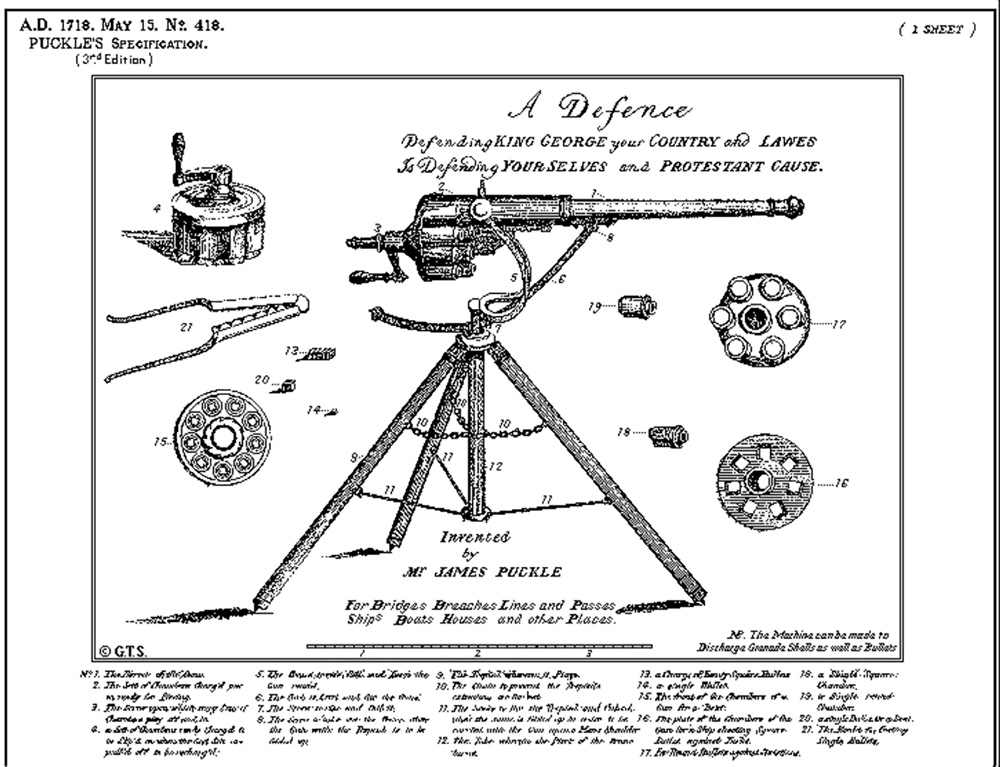
Puckles in 1718 gepatenteerde vuurwapen met diverse cilinders

Het bekendste literaire werk Puckle (herdrukt in 1900) was The Club, een morele dialoog tussen een vader en zoon.

## Werken
- The Interest of England considered in an essay upon wool, our woolen manufactures, and the improvement of trade: with some remarks upon the conceptions of Sir Josiah Child. (1694)
- England's interest, or, A brief discourse of the royal fishery in a letter to a friend (1696)
- A new dialogue between a burgermaster and an English gentleman (1697)
- England's way wealth and honour in a dialogue between and English-man and a Dutch-man (1699)
- The club; or, A gray cap for a green head. A dialogue between a father and son. (1713)

- International Standard Name Identifier: 0000 0000 6151 6917
- Library of Congress Control Number: n84233654
- Nationale Bibliotheek van Israël: 987007280758105171
- Nederlandse Thesaurus van Auteursnamen: 339708778
- Trove: 1497942
- Virtual International Authority File: 24947360
- WorldCat: E39PBJcgxyYDWjxYvFBKCTPhHC